# Angelo Cattaneo
Angelo Cattaneo (1901 — 1986) foi um ciclista italiano. Ele competiu pela Itália nos Jogos Olímpicos de 1928, em Amsterdã, no contrarrelógio por equipes de 1,000 metros e terminou em nono lugar com o tempo de "1:18.6".